# مالی بوشنگاک
مالی بوشنگاک (به صربی: Mali Bošnjak) یک منطقهٔ مسکونی در صربستان است که در کوتسیوا واقع شده‌است.